# Andúnië
Andúnië es, en el legendarium del escritor británico J. R. R. Tolkien, un puerto situado en la bahía homónima, en la región de Andustar y, en los primeros tiempos, la ciudad más importante y capital del reino de Númenor, por lo que las naves de los eldar de Tol Eressëa llegaban la mayoría de las veces a ese puerto. En su momento de esplendor tuvo una población estimada en cincuenta mil habitantes
Su nombre significa «sitio del Sol» en quenya.
A Valandil, hijo de Silmariën y descendiente de Elros, se le concedió por primera vez el título de Señor de Andúnië, y sus sucesores fueron los dirigentes de «los fieles», que siguen desempeñando un papel importante en las políticas del reino. Sin embargo, como la sombra caía sobre Númenor, Armenelos se convirtió en la más grande y más importante ciudad que Andúnië. Hacia el final del reino, el resto de fieles fueron etiquetados como disidentes por los «hombres del rey», y muchos fueron deportados a Rómenna y otras regiones orientales, incluidos los Señores de Andúnië.